# Лусакунк
Лусакунк (вірм. Լուսակունք) — село в марзі Гегаркунік, на сході Вірменії. Село розташоване у 4 на південний захід від міста Варденіс, за 1 км на північ від села Хачахбюр та за 2 км на південь від села Ваневан.